# Tympanoptera philippina
Tympanoptera philippina är en insektsart som först beskrevs av Morgan Hebard 1922.  Tympanoptera philippina ingår i släktet Tympanoptera och familjen vårtbitare. Inga underarter finns listade i Catalogue of Life.